# STW (économie)
Le STW est un thésaurus documentaire d'environ 6000 descripteurs en allemand et en anglais, gérée par la ZBW - Deutsche Zentralbibliothek für Wirtschaftswissenschaften, dans le domaine des sciences économiques et de ses sciences voisines telles que la sociologie, le droit et la politique. L'interface est disponible en allemand et en anglais.

## Histoire et évolution du STW
Le STW fut créé au milieu des années 1990 dans le cadre d'un projet mandaté par le ministère de l'économie et destiné à uniformiser l'indexation et la recherche dans le domaine des sciences économiques. Le projet fut conjointement mené par la ZBW ainsi que par les trois institutions suivantes : 
- GBI Gesellschaft für Betriebswirtschaftliche Information (actuellement: GBI-Genios: fournisseur commercial allemand d'information économique)
- La Bibliothèque de l'ifo Institut de recherche économique
- HWWA-Institut für Wirtschaftsforschung, Bibliothek (actuel site de Hamburg de la ZBW)[2]

Le STW est continuellement développé et mis à jour. Toutefois, le secteur économique a connu, depuis la création du thésaurus, de grandes mutations. C'est pourquoi, une refonte complète du thésaurus fut menée de front avec la publication de la version 9.0 du thésaurus durant l'été 2015. Les principaux changements opérés concernent l'ajout et la suppression de termes, une adaptation du vocabulaire d'accès, une amélioration de la structure systématique ainsi qu'une réflexion sur la manière de publier et maintenir ces changements dans un monde de données liées entre elles.

## Utilisation
À l'interne de la ZBW, le STW permet l'indexation et la recherche d'information au sein du portail scientifique de littérature économique EconBiz, de la base de données en texte intégral EconStor ainsi qu'au sein des journaux édités par la ZBW, respectivement le Wirtschaftsdienst et Intereconomics.
Plusieurs institutions universitaires dans le monde ont également usage du thésaurus STW:
- GBI-Genios: fournisseur commercial allemand d'information économique
- ifo Institut : institut de recherche économique de l'université de Munich
- DIW Berlin:  Institut allemand de recherche économique
- Frankfurt School of Finance & Management gGmbH
- WHU - Otto Beisheim School of Management
- Max-Planck Institute for Research on Collective Goods: institut de recherche sur le bien commun
- WISS Research Group
- Bibliothèque universitaire de Rotterdam
- Archives économiques suisses
- Bibliothèque nationale finlandaise[5]

## Structure
Le STW est composé de sept sous-thésauri, représentés au moyen d'une notation systématique, assurant ainsi l'accès au thésaurus par domaine d'activités: 
- V  Économie
- B  Gestion d'entreprise
- W  Secteurs économiques
- P  Produits
- N  Sciences voisines
- G  Géographie
- A  Termes génériques

Pour chacun de ses descripteurs, le STW définit le terme retenu, sa signification, les renvois vers les synonymes ou les quasi-synonymes, les relations hiérarchiques et les termes associés.

## Publication en LOD
En 2009, la ZBW publie pour la première fois les données de son thésaurus en linked open data. Ces dernières sont représentées au moyen du système d'organisation des connaissances SKOS lui-même soutenu par la syntaxe RDFa. Le STW est téléchargeable dans les formats suivants: RDF/XML, Ntriples et Turtle.

## Liens vers d'autres thésaurus
Dans le cadre de la publication de ses données en linked open data, le STW a mis en place des liens entre ses termes et ceux d'autres thésaurus ou listes de vocabulaire. Ces concordances, nommées Crosskonrdanz en allemand et Mapping en anglais, rendent possible une réutilisation optimale des données par des tiers. 
Actuellement, le STW propose des liens vers les thésaurus suivants:
- Gemeinsame Normdatei (GND): répertoire d'autorités de la Bibliothèque nationale allemande

- DBpedia
- Thesaurus Sozialwissenschaften (TheSoz): thésaurus dans le domaine des sciences sociales
- AGROVOC
- WKD - Arbeitsrechtsthesaurus
- JEL Klassifikation: classification en sciences économiques
- SDMX Subject-Matter Domains Klassifikation: classification statistique par domaine[8]

## Maintenance
Les terminologies du STW sont constamment adaptées aux évolutions et changements du monde des sciences économiques par l'équipe de rédaction du thésaurus. Une nouvelle version du thésaurus paraît chaque année.